# Ernestinovo
Ernestinovo es un municipio de Croacia en el condado de Osijek-Baranya.

## Geografía
Se encuentra a una altitud de 84 m s. n. m. a 265 km de la capital nacional, Zagreb.

## Demografía
En el censo 2011 el total de población del municipio fue de 2 189 habitantes, distribuidos en las siguientes localidades:
- Divoš - 63
- Ernestinovo - 1 047
- Laslovo - 1 079

| Gráfica de población de Ernestinovo 1857-2011                       |
|                                                                     |
| Según los censos de población de la oficina estadística de Croacia. |